# Fujigaya Yosuke
Fujigaya Yosuke (sinh ngày 13 tháng 2 năm 1981) là một cầu thủ bóng đá người Nhật Bản.

## Giải vô địch bóng đá U-20 thế giới
Fujigaya Yosuke được triệu tập vào đội tuyển U-20 Nhật Bản tham dự Giải vô địch bóng đá U-20 thế giới 2001.